# Бобриевич, Александр Павлович
Алекса́ндр Па́влович Бобриевич (25 декабря 1928, Шпола, Украинская ССР, СССР — 5 ноября 2005, Львов, Львовская область, Украина) – украинский и советский геолог, петрограф, доктор геолого-минералогических наук, профессор, заведующий кафедрой петрографии Львовского Государственного Университета им. Ивана Франка, начальник алмазной научно-исследовательской партии Амакинской геологоразведочной экспедиции.

## Биография
Родился 25 декабря 1928 г. в г. Шпола Черкасской обл., детство и юношеские годы провёл в г. Ставрополе и г. Львове.

### Образование и начало научной деятельности
В 1947 г. окончил мужскую среднюю школу № 1 г. Львова и поступил на геологический факультет Львовского Государственного Университета им. Ивана Франка. В 1951 г. окончил с отличием учёбу и поступил в аспирантуру на кафедре петрографии. В 1955 г. успешно защитил кандидатскую диссертацию на тему «Геолого-петрографическая характеристика вулканических пород междуречья Ужа и Латорицы (Закарпатье)». С 1951 по 1955 гг. работал  младшим научным сотрудником Института Геологии Полезных Ресурсов АН УССР.

### Амакинская геологоразведочная экспедиция
В начале 1955 г. А. П. Бобриевич вместе с другими молодыми учёными и выпускниками геологического факультета по рекомендации В. С. Соболева был направлен в Якутию, где на протяжении почти 10 лет возглавлял алмазную научно-исследовательскую партию Амакинской геологоразведочной экспедиции, которая занималась комплексным изучением недавно открытых алмазных месторождений Якутии. Результаты кропотливой работы легли в основу докторской диссертации «Петрология кимберлитов Якутии», которую он защитил в 1961 г.

### Научная и преподавательская деятельность
В 1964 г. учёный вернулся на Украину и возглавил отдел алмазов и благородных металлов в Институте Минеральных Ресурсов Министерства геологии УССР. Под его руководством сформировалась активная алмазная группа и, при его непосредственном участии, начались широкомасштабные поисковые и научно-исследовательские работы по алмазоносности недр Украины.
С 1974 по 2000 год А. П. Бобриевич занимал должность заведующего кафедрой петрографии Львовского Государственного Университета им. Ивана Франка. На протяжении всего этого времени он успешно совмещал педагогическую и научную деятельность. В  университете он читал основные курсы (петрография кристаллических пород, физико-химические основы петрографии и минералогии), а также новый спецкурс «Геология алмазных месторождений», был научным руководителем аспирантов, пятеро из которых защитили кандидатские диссертации. Все это время А. П. Бобриевич продолжал активно заниматься проблемами алмазоносности и металлоносности Украины. В тесном сотрудничестве со своими учениками и коллегами из Института Минеральных Ресурсов и геологами производственных геологических организаций он фактически стал куратором алмазных исследований на Украине.

### Научно-организационная и общественная деятельность
А. П. Бобриевич был одним из организаторов и научным руководителем Отраслевой научно-исследовательской лаборатории по изучению рудоносных формаций, созданной в 1979 г. при Львовском Государственном Университете имени Ивана Франка по инициативе Министерства Геологии Украины, а также основателем Института геологии и минерагении золота, цветных металлов и алмазов Украины. В 1994 г. он занял должности заместителя ответственного редактора «Минералогического сборника» и члена специализированного учёного совета по защите докторских и кандидатских диссертаций по геологическим специальностям Львовского Государственного Университета им. Ивана Франка. А. П. Бобриевич был членом оргкомитетов многочисленных научных форумов всесоюзного и республиканского уровней.

## Роль в изучении алмазоносности Якутии
Изучению кимберлитов Якутии и их алмазоносности, которое способствовало открытию новых месторождений алмазов, посвящены десятки статей А. П. Бобриевича, а также классические коллективные монографии:
«Алмазы Сибири» (1957)
«Алмазные месторождения Якутии» (1959)
«Петрография и минералогия кимберлитовых пород Якутии» (1964)
Эти работы, отмеченные многочисленными наградами, были переизданы в США, Великобритании, Германии, Японии и Китае.
Под руководством А. П. Бобриевича был открыт минерал гроспидит – кианитовый эклогит с пироп-альмандин-гроссуляровым гранатом в ассоциации с омфацитом. Гроспидит встречается в виде ксенолитов в алмазоносных кимберлитах.

## Роль в  изучении алмазоносности и металлоносности Украины
Под руководством А. П. Бобриевича и при его непосредственном участии были осуществлены широкомасштабные поисковые работы, в результате которых были выявлены мелкие алмазы кимберлитового типа, а также многочисленные проявления спутника алмазов – пиропа. На основе этих исследований была создана первая прогнозная карта возможной коренной и россыпной алмазоносности Украины. Прогноз подтвердился в 70-х гг. XX века, когда были открыты 4 трубки и 2 дайки кимберлитов, в одной из которых были обнаружены кристаллы алмаза. Основные прогнозные разработки были опубликованы в следующих книгах, написанных под его руководством:
«Алмазоносность юго-западной окраины Русской платформы» (1970)
«Алмазоносність теригенних утворень балтської світи України» (1973)
«Геология алмазных месторождений» Учебное пособие. Львов ЛГУ (1982)
Сенсационным стало определение среди терригенных отложений центральной части Донбасса наряду с малохромистым пиропом хромового пиропа (А. П. Бобриевич, М. Головко, Л. Дружинин и др., 1977) с вмещением Cr2О3 = 4,88-6,27 %, которое приближено к пиропам с алмазоносных кимберлитов Якутии и алмазосодержащих ксенолитов мантийного перидотита. Эти открытия безусловно послужили важным доказательством проявления в этом регионе алмазоносных кимберлитов. Они имеют принципиальное значение в рассмотрении реальности общетеоретических условий коренной алмазоносности не только этого региона, но и всей Восточно–Европейской платформы.

## Награды
Научная, педагогическая и общественная деятельность учёного получила высокую оценку со стороны геологического сообщества как на государственном так и на международном уровне:
- Медаль «За доблестный труд»
- Медаль В. І. Лучицького
- Медаль «За заслуги у розвідці надр»
- Медаль «За трудову доблесть»

А. П. Бобриевич был избран академиком Нью-Йоркской Академии Наук, получил серебряную медаль «2000 известных людей XX века» и золотую медаль «Человек года». Его имя занесено в энциклопедический словарь «Who is who».